# 無段変速機
無段変速機（むだんへんそくき）、または連続可変トランスミッション（れんぞくかへんトランスミッション、英: Continuously Variable Transmission、略称CVT）は、歯車以外の機構を用い変速比を連続的に変化させる動力伝達機構（トランスミッション）である。多くはオートバイや自動車用を指すが、それらに限らず工作機械の軸回転速度を変える機構や発電機の出力を変える機構などにも広く使われている。

## 種類

### 摩擦式

#### 巻き掛け式

可変径プーリーとベルト

ベルトと2つの可変径プーリーを組み合わせ無段階に変速を行う機構のCVTで、ベルトの材質や構造で区別される。

##### ゴムベルト式

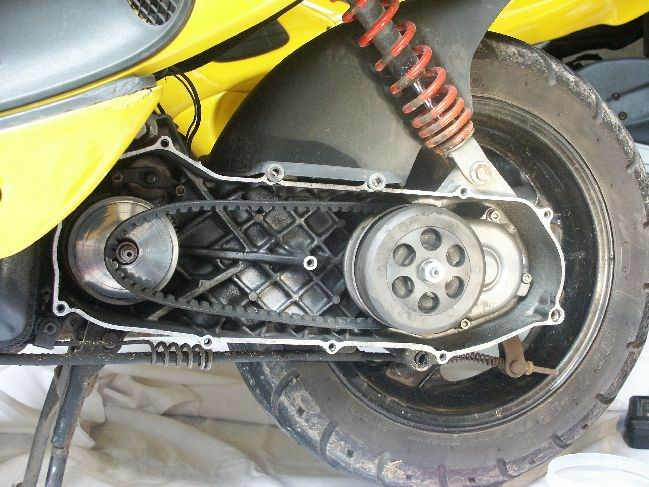
スクーターのゴムベルト式CVT

エンジン側プーリーに内蔵されたウエイトローラーというおもりが、回転数により生じる遠心力の大小でその位置を変えることで径を変える機構。ゴム製ベルトの張力により駆動を伝える無段変速機は20世紀初頭から存在していたが、当初は伝達できるトルクが小さくゴムベルトの耐久性も不十分であったためスクーターや小型車などの低出力エンジンの車両にしか使用できなかった。
自動車でこの方式を本格的に採用した最初はオランダのDAFで、1958年に発売した小型車DAF・600に、自社とフップ・ファン・ドールネ共同開発のゴムベルト式無段変速システム「ヴァリオマチック」を遠心式クラッチと組み合わせて搭載した。ドライブ側のプーリー幅は内部の遠心ウェイトおよび吸気マニホールドの負圧で制御され、ドリブン側はそれに追従する形となっていた。変速機構はディファレンシャルギアで両輪へ分割された後に置かれるため、現在の一般的なベルト式CVTのような1つのベルトと一対のプーリーという構成ではなく、左右の後輪それぞれに機構が存在する。しかし上述のゴムベルトの弱点の他に、構造上スペースを大きくとられること、繊細な変速機構が外部に晒されていることなど、課題も多かった。
スクーターの駆動方式では、現代に至るまでこの手法が主流を占めている。ベルトにはプーリーとの接触面積を極力広くとれるようVベルトが使用される。曲げ抵抗と変形に伴う発熱を抑えるべく、内面に切り欠きを設けた特殊なものである。本田技研工業ではスクーターにおけるゴムベルト式CVTを「Vマチック」と呼称する。純機械式自動変速方式が主流を占めるが、2007年現在ではウエイトローラーに代わってプーリー径を電子制御するマニュアルスイッチ付きCVTも現れており、より柔軟な変速が行える。擬似的に通常のマニュアル式変速機のように操作することもでき、これによりドライバーの意思に反する変速を防ぎ、疑似シフトチェンジを味わえたりエンジンブレーキを用いたりといったスポーティな運転が可能。
後述の乾式複合ベルト式はこのゴムベルト式の亜種である。

##### スチールベルト式

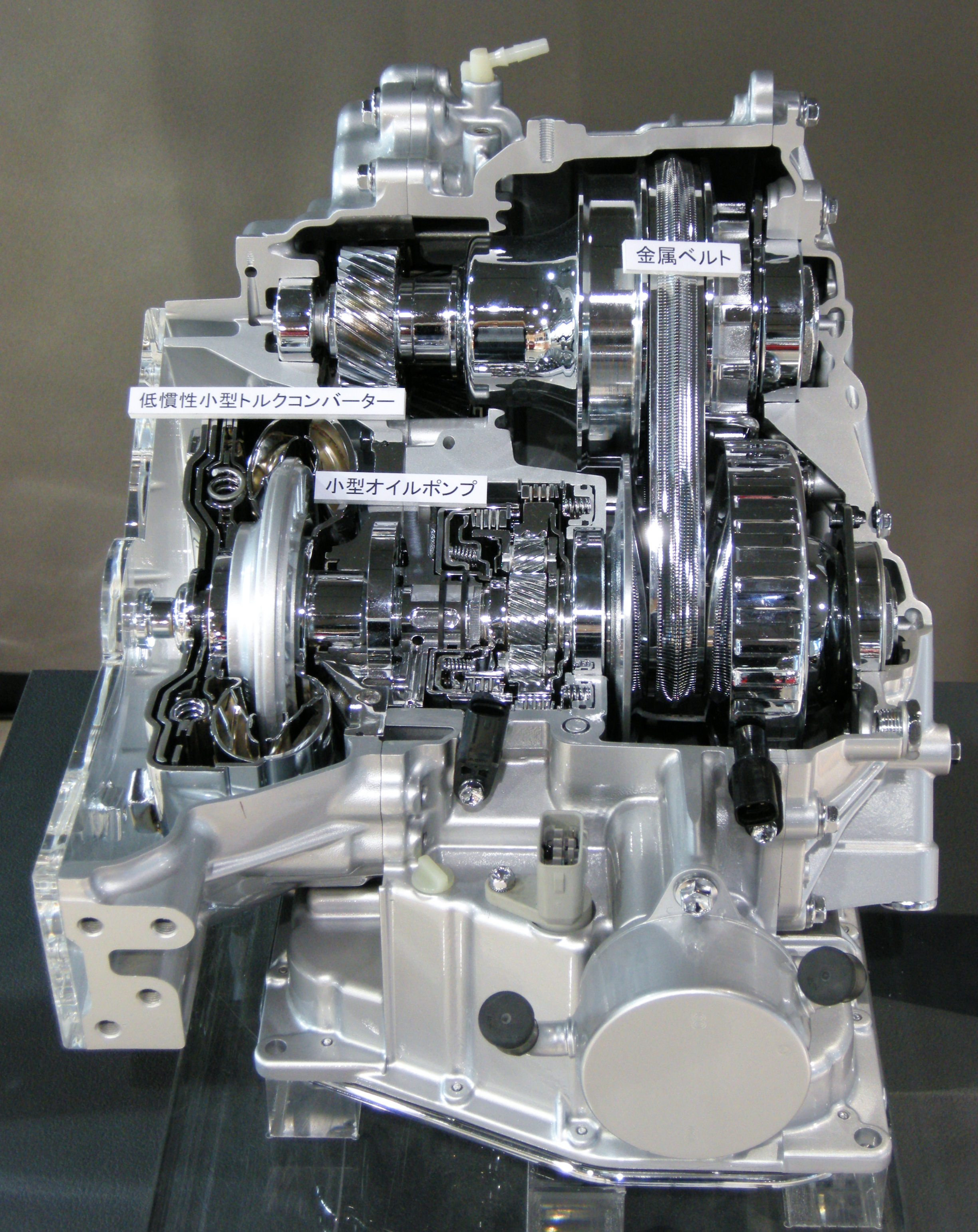
トヨタの小型車用CVTのカットモデル（Super CVT-i）

オランダDAF社の創業者でヴァリオマチックを開発したフップ・ファン・ドールネ（1900年 - 1979年）は1965年に引退してから新しいCVTの開発を始め、耐久性の高いスチールベルト式CVTを開発した。ファン・ドールネが死去した1979年時点ではスチールベルト式はまだ試作品の段階であったが、特許を持つVan Doorne’s Transmissie（VDT）社とボルグワーナー、フィアット、欧州フォードなどが実用化を目指して研究を重ね、1987年に量産車（スバル・ジャスティ、フォード・フィエスタ、フィアット・ウーノ）に初めて搭載された。その後、ファン・ドールネ式CVTはボルボ、ローバーをはじめとした欧州メーカーや日本の富士重工業（SUBARU）、日産、トヨタ、ホンダの小型車に普及しCVTの代表的方式となった。
ファン・ドールネ式のCVTベルトは、強靱な特殊鋼数枚を重ね合わせて形成したスチールベルトに金属製の「コマ（エレメント）」をはめ込んだものである。プーリーからの駆動力は隣り合ったコマからコマへの圧力として伝達され、スチールベルトは従属的な位置決めガイドとして動作する。ゴムベルト式CVTと決定的に違うのは、ベルトの張力ではなくコマを押すことによる押力により動力を伝えることである。また、チェーン式のように連結部に伝達荷重が集中せず、負荷がコマ全体に分散されるため耐久性の面で有利である。
スチールベルト式CVTの登場によって受容トルクは向上したものの、当初はその信頼性や操作性においてやや難があった。しかしファン・ドールネの特許期限が切れて以降は他メーカーの独自技術開発が一気に進み、さらなる大排気量・大トルクに対応できるようになり現在の主流となった。

##### 乾式複合ベルト式
金属-樹脂複合素材ベルトを使用する。ベルト素材はアラミド繊維の芯線を特殊耐熱エラストマーで挟み耐熱帆布でコーティングしたものである。コマはアルミニウム合金をアラミド繊維と炭素繊維で補強した特殊耐熱樹脂で包んだもの。プーリーとベルトとの間の摩擦係数が大きく、高い油圧を必要としないことが利点であった。また。樹脂素材に自己潤滑性があるため金属ベルトCVTのようなフルードは不要となっている。
愛知機械工業が1998年にこのベルト（バンドー化学製）を使用した無段変速機「A-CVT」を商品化し、ダイハツ工業、スズキ、大宇自動車の軽自動車やスズキの大型スクーターに（SECVTとして）搭載された。A-CVTは動力の接続に電磁クラッチが採用され、低速域ではベルト式変速ではなくギア駆動となっているのが特徴。許容トルクの上限が74 N·mという制約があり、上記以外の採用にはつながらなかった。

##### チェーン式
チェーンの張力によって2個の可変径プーリー間で動力を伝達するCVT。押力で作動するスチールベルト式に外観が似て見えるが、力学的には同じく張力で動力を伝達するゴムベルト式に近い。
スチールベルト式よりも、低速側・高速側の変速比における伝達効率が良い。またプーリー巻きかけ半径を小さく出来るため、プーリー径を小型化したり、同じ体積で変速比を拡大できる。欠点はピンとプーリーが点接触して動力を伝達するため、面で接触するスチールベルト式よりも更に騒音が大きくなりがちなことである。

#### トロイダル式

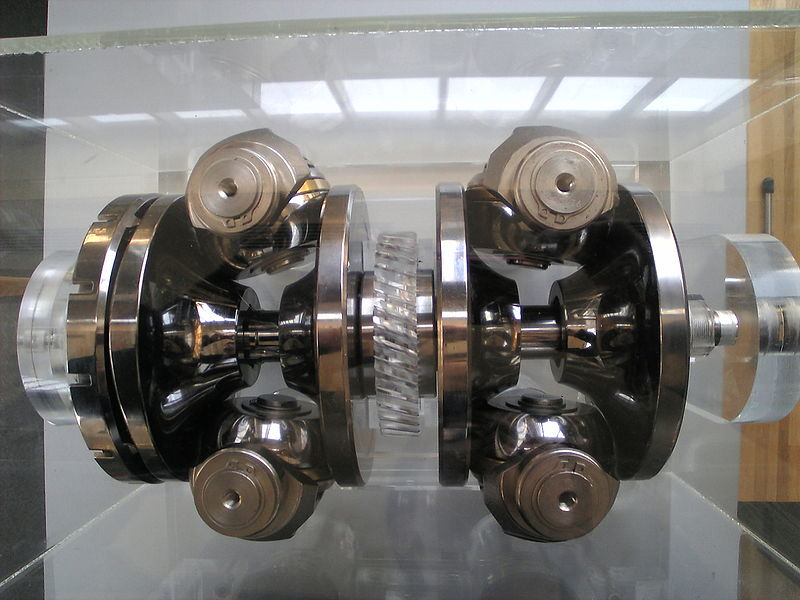
日産のハーフトロイダルCVT（エクストロイドCVT）。両側のインプットディスクに二つのアウトプットディスクが挟まれており、中央の歯車を介してプロペラシャフト側へ出力する

フリクションドライブを高度に発展させた形態である。入力軸に繋がった円盤（インプットディスク）と出力軸に繋がった同形状の円盤（アウトプットディスク）を向かい合わせ、各ディスクの間には複数の転輪（パワーローラー）の外周部分が強い力で挟まれて動力を伝達する。パワーローラーの傾斜角を変化させるとそれに応じて2枚のディスクの回転数の比も変化し、可変変速比が得られる。着想自体は古くから存在したが、非常に高い圧力下で摩擦と潤滑を両立させての精密作動が要求されるため、実用化は極めて困難であった。
実用化に至った事例では、日産自動車が、ジヤトコ・トランステクノロジー（ジヤトコ）、日本精工（NSK）、出光興産と共に開発、1999年（平成11年）に発表した「ハーフトロイダル式」と、イギリスのトロトラックが光洋精工（当時）と共に開発し、2003年に発表した「フルトロイダル式」とがある。両者の違いは入・出力ディスクの形状と、それに挟まれたパワーローラーとの接し方であり、フルトロイダルでは窪みのあるディスクでパワーローラーを挟み込むのに対し、ハーフトロイダルでは漏斗状のディスクにパワーローラーを押し当てて駆動する。ハーフトロイダル式は、ほぼ「点」で接する球形パワーローラーの伝達効率が高く、スピンロスもほとんど発生せず、理想に近いとされる一方で、パワーローラーを常に強い力で押し付け続けなければならず、軸受部でのトルク損失が大きい。対するフルトロイダル式は「線」で接する円盤形パワーローラーを用いており、ローラーの厚みの分だけそれぞれのディスクに接する位置が異なって半径に差ができるため、強制スリップ（スピンロス）の発生は避けられないことから、両方式の効率はほぼ同等と考えられる。
しかしフルトロイダルCVTは製品化されず、ハーフトロイダルCVTも有望視されながら、トータルでの伝達効率とコスト面の課題から自動車用としては二例のみで生産を終了している。自動車以外の用途では、固定翼哨戒機P-1に搭載される川崎重工業ガスタービン・機械カンパニー（現：航空宇宙システムカンパニー）製の一定周波数発電装置「T-IDG」に使用されている。
実用化にあたっては高圧下において高粘度化（ガラス転移）するトラクションオイルを介し動力を伝達すると言うトラクションドライブ形式となった。トラクションドライブ自体は産業機械で減速機などに用いられている。自動車関連では後付けの遠心式スーパーチャージャーの増速機に用いられている。トラクションオイルはその特性から一般的な車両用オイル（エンジン油・ギヤ油・ATF・CVTFなど）とは基油の分子構造から異なるため専用品以外は使用出来ない。

#### コーン式

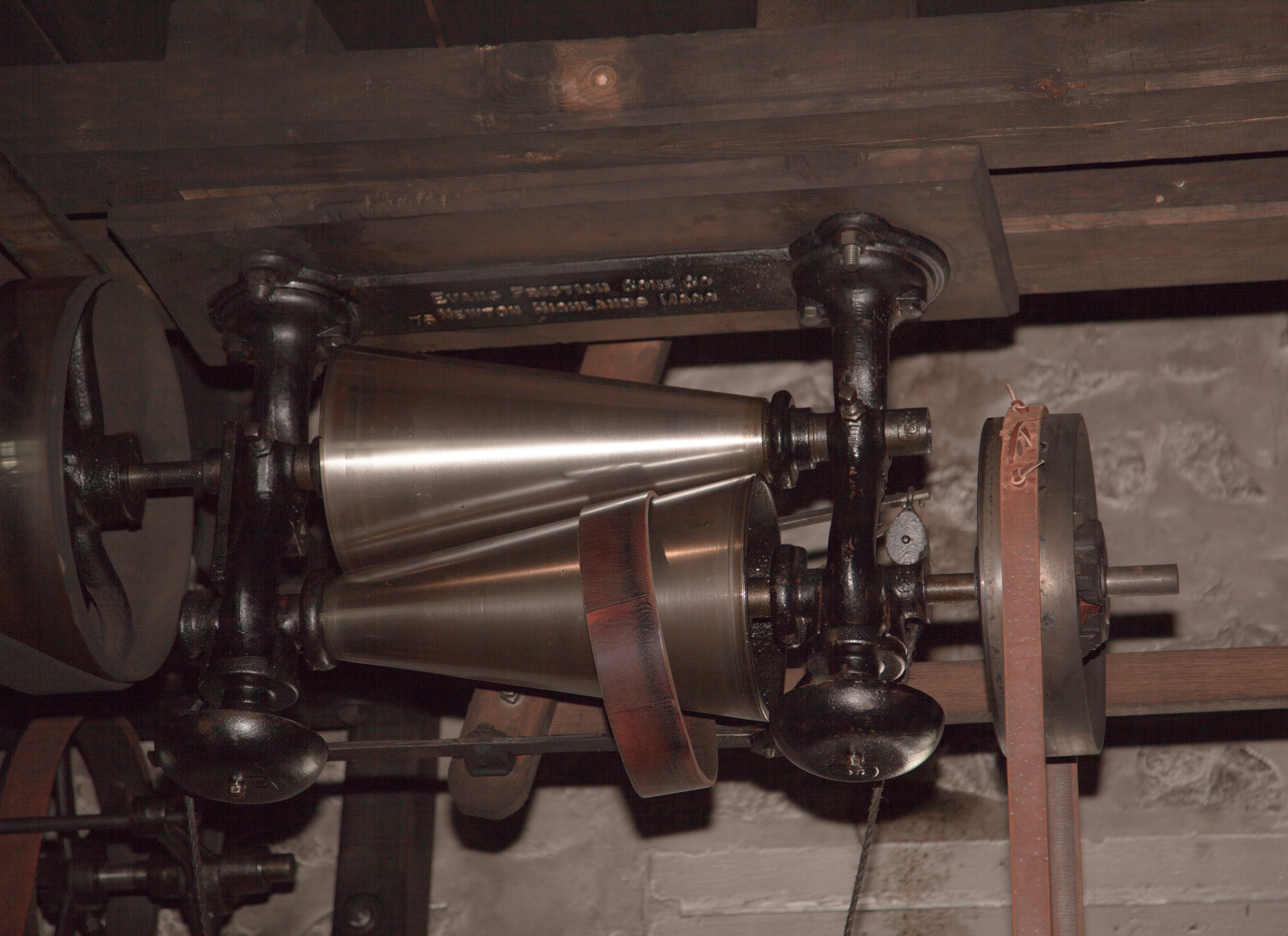
エヴァンズ・バリアブル・スピード・カウンターシャフト

コーン（円錐）式CVTは、1つ以上の円錐形ローラーに沿ってホイールまたはベルトを移動させることによって駆動比を変化させる。コーンを1つ使用する最も単純なコーン式CVTは、コーンの傾斜に沿って移動するホイールを使用して、コーンの狭い直径と幅広い直径の間で差が生まれる。
2つのローラーを使用する設計もある。1903年、ウィリアム・エヴァンズとポール・クナウフは、逆方向を向き、ベルト（変速比を変化させるためにコーンに沿って滑らせることができる）によってつながった2つの平行円錐形ローラーを使った無段変速機について特許を申請した。1920年代に生産されたエヴァンズ・バリアブル・スピード・カウンターシャフトはより単純で、2つのローラは一定幅の小さな隙間を空けて並べられており、ローラーの間を動く革ひもの位置が変速比を決定する。
もう1つのコーン式CVTとして「Warko」が存在する。これは、より大きな出力コーンの周りに多くのより小さな入力コーンが配置されている。パワーはコーン間の摩擦を介して伝達され、入力コーンの数はトランスミッションのトルク閾値によって決定される。出力コーンの断面はわずかに凸状になっており、わずかの凹状になっている入力コーンの断面よりも曲率が小さい。変速比は、軸に沿った異なる点で出力コーンと接触するように入力コーンの軸を傾けることによって変化する。

#### 遊星式
遊星式CVTでは、球形ローラーの軸を傾けて異なる接触半径を与えることによってギア比を変化させる。原理的にはトロイダルCVTと似ている。自転車の内装変速機として使用されている。

#### フリクションディスク
フリクションディスク（摩擦円板）トランスミッションは、20世紀初頭に製造されたいくつかの乗り物や小型機関車で使われた（ランバートやメッツの自動車など）。今日、噴射式除雪機で使われているこれらのトランスミッションは、回転中の入力ディスクの表面をあちこち移動させられる出力ディスクから構成される。出力ディスクがそれ自身の半径と等しい位置に調節されると、駆動比は1:1となる。出力ディスクを入力ディスクの中心に移動させることによって駆動比を無限大（すなわち出力ディスクは回転しない）に設定できる。初期のプリマス・ロコモティブ製機関車のトランスミッションはこのように機能していた。それに対して、フリクションディスクを使用するトラクターは一般に後退速度の範囲が制限されていた。

### 摩擦式以外

#### 静油圧式

斜板によってストロークするピストン

静油圧式無段変速機、または単にHST（Hydraulic Static Transmission）とも呼ばれ、エンジンで油圧ポンプを駆動して発生させた油圧を油圧モーターで再び回転力に変換する方式。油圧ポンプのピストンの作動ストロークをそのピストンに接する斜板の角度を変化させることによって油圧ポンプ出口作動油の流量を連続的に増減させて、或いは油圧ポンプ-油圧モーター間の可変方向制御弁・流量制御弁開度操作で速度の調節を行う。
操作レバーで斜板の角度を操作することによって正転、停止、逆転まで無段変速で制御することができる上、斜板を中立にするとピストンのストロークが停止し、その状態では出力軸から入力軸にタイヤなどからの回転力が逆方向に伝達されずにブレーキをかけたのと同じ効果を生むなど変速機としての操作性は高い。しかしベルト式CVTに比較すると伝達効率が低く、発進時や微速域でのスロットルコントロールが難しく、手荒に操作すると加減速のショックが大きいほか、油圧作動油が内部の潤滑と冷却も同時に担うために常に一定以上のエンジン回転数を保たなければならないという欠点がある。また、HSTを備えた農耕用トラクタでは牽引作業には向かないとされている。
一般的にはギヤによる副変速機を別に備えて作業に適する回転速度を得るが、使用速度域が狭い場合は副変速機を省略することもできる。油圧ポンプと油圧モーターを一体としてコンパクトに設計することができるほかに、それぞれを油圧ホースで接続して離れた場所に設置することも可能であり、設計自由度が大きくスペース効率にも優れる。また静油圧式無段変速機が伝達できる動力の大きさは、内部での油圧に制限され、過大なトルクが加わるとリリーフバルブで油圧をバイパスすることによって変速機の破損を防いでいる。
静油圧式無段変速機はメルセデス・ベンツ・ウニモグUX100に使われているほか、無限軌道式を含む建設機械、雪上車、ラフテレーンクレーン、除雪車など、農業機械ではほぼ全てのコンバイン、芝刈り用途などの牽引力をそれほど要求されないトラクター、乗用田植機など、もともと作業用に油圧装置を備えていて低速な車両に採用例が多い。また乗用型の芝刈り機や歩行型の除雪機など、小型の機械にも一般的に採用されるようになった。
走行用変速機ではないが、鉄道車両では、ディーゼル機関車や一部の気動車、客室冷暖房と厨房調理機器などのサービス電源用発電機に内燃機関を備える電源車のラジエーターファンに静油圧駆動を用いているものが多い。

#### 油圧機械式
油圧機械式無段変速機はHMT（Hydraulic Mechanical Transmission）とも呼ばれ、駆動する動力の全てを一旦油圧に変換するHSTとは異なり、何かしらの機械的な伝達も同時に行う。HSTよりも高効率を狙えるが油圧以外の伝達経路が必要となるため設計の自由度は下がる。HMT方式は大きく分けると遊星歯車とHSTを組み合わせる方式と、流体の反トルクによる伝達（機械的な伝達）と油圧伝達を組み合わせた方式の2つに分けられる。
遊星歯車機構を用いる方式の一例としてはサンギヤを入力軸、プラネタリギヤを出力軸とし、リングギヤの回転をHSTで無段階にコントロールすることによって自在に減速比を制御することができ、HSTの無段変速のメリットを生かしつつも変速機全体での伝達効率を高める事が可能となる。この組み合わせはあくまで一例であり、どのギヤをどの要素に使うかは設計によって異なるがHSTと遊星歯車機構の関係から2つの方式、すなわち遊星歯車機構からの出力をHSTへ入力する入力分割型（出力結合型）とHSTからの出力を遊星歯車に入力する出力分割型（入力結合型）に分けられる。前述の例でいえばリングギヤがHST（ポンプ）に入力しているなら入力分割型となり、HST（モーター）より出力を受けていれば出力分割型となる。一般的に低速運用では出力分割型、高速運用では入力分割型が効率が良いとされそれぞれに一長一短がある。遊星歯車機構を用いたHMTは既存のHSTの技術やポンプ/モーターを流用することもでき、さらに機械伝達も行うため同規模のHSTよりもポンプ/モーターを小型化も可能となる。大きなトルクにも対応しやすいため重量のある車両に用いられることが多い。反面、機構として大がかりとなるためサイズや重量、コストなどに制限がある用途ではあまり用いられない。また遊星歯車機構による損失が存在する。
遊星歯車機構を用いない方式は流体の反トルク作用による伝達（機械的な伝達）と油圧よるトルク伝達を合成して出力する。後述のホンダのHMTなどはこちらに属する。一般的な形態においてはポンプ/モーターは斜板式のアキシャルピストンとなりモーターもしくはポンプ側のどちらかの斜板角度を変更する事で可変容量としている。この容量を可変する事で変速比を可変させる。ポンプとモーターは同軸上または同円周上に配されポンプ/モーター両ピストンのシリンダーは一体化した形状として入力軸もしくは出力軸に繋がる。歯車等が無いため機械的な伝達はイメージしにくいが、エンジンから入力され回転する斜板がポンプのピストンを押そうとした場合、流体（オイル）を介してモーターからの反トルクがあるためピストンは容易に動かない。しかし斜板から入力されるためピストンを押す以外にピストンを覆うシリンダー（出力軸）を回そうとする力も発生する。このシリンダーを回した分の力は油圧を発生せずに出力軸へ伝達されるため機械的な伝達として扱われる。そしてピストンが押された事で生じた油圧でモーターに伝達される力が油圧伝達となる。可変容量の容量が大きい（斜板の角度が大きい）場合は油圧伝達の割合が大きくなり変速比も大きくなる。容量がゼロ（斜板が直立）となった場合はオイルの移動はなくなり回転が同期、機械的な伝達のみの直結となる。ただし直結時においても高圧作動油のオイルリークや摺動部のフリクションなど幾つかの損失が生じる。このため後述のホンダHFTではピストン室への高圧油路を遮断する事でロックアップしている。遊星歯車機構がなくサイズ、重量、コストなどの面で有利であり軽量コンパクトに仕上げられるため二輪車といったサイズと重量に制限のある用途にも採用可能となる。一方で大きな出力に対応するにはサイズや製造コストが肥大化しやすく、あまり適さない。その他、構造上単独では回転出力を逆転する事ができないなどのデメリットもある。
ホンダでは、1962年にはイタリア・バダリーニ社の特許をベースにHMTとなる「HRD」を採用した革新的なスクーター、ジュノオで量産化。この原理を独自に発展させ、二輪車用に小型・高圧化したものを開発、HFTと名づけ自社のモトクロッサー・RC250MAに採用し参戦2年目にあたる1991年にモトクロス全日本選手権でシリーズチャンピオンを獲得している。2001年にはATVと呼ばれる4輪バギーで、honda maticという商標のこのCVT機構をアメリカで量産車に採用。さらに、世界初のロックアップ機構を備えて商標を「HFT」（Human-Friendly Transmission）とし、2008年3月7日発売のDN-01に搭載した。
農業機械においてはヤンマー（初代、現・ヤンマーホールディングス）が2002年にHSTと遊星歯車機構と組み合わせたHMTを実用化、同社の乗用田植機「VPシリーズ」（4条植のVP4を除く全機種）に先行搭載され、2005年にはトラクター「EG700シリーズ」にも搭載したがこれは100馬力以下のトラクターとしては世界初としている。その後も2009年には小型・軽量・高効率化を目指した改良型のI-HMTをトラクター「EG400シリーズ」に先行搭載、後にそれ以外のトラクターにも順次搭載され、乗用田植機「RGシリーズ」（4条植のRG4を除く全機種）にも順次搭載された。このI-HMTを搭載したトランスミッションには遊星歯車機構も含まれているが、油圧ポンプ/モーター自体は構造は異なるもののホンダのHMTと同様で単独で作動油の反トルクにより機械的な伝達も行うものとなる。
日本国外ではマッセイ・ファーガソン社のトラクタのトランスミッションにDyna-VTという名称で搭載されている。
特殊な用途として、陸上自衛隊の10式戦車に採用されている。方式としては合成部（遊星歯車機構）が出力側に配置される出力分割型（入力統合型）となる。遊星歯車機構はプラネタリギアが出力、リングギヤがHSTからの入力を受け、サンギヤがエンジンよりの入力を受けるが直接ではなく3段変速機構を介することで広い変速比幅を確保している。これによりエンジンを出力の大きい回転数付近で使用できるため、現有戦車に比べてエンジンが小型になったにもかかわらず運動性は向上しているとされる。

#### ラチェット式
ラチェット式CVTは、「前進」運動のみを整流し、足し合わせる一連のラチェットを使用する。典型的なラチェットのオン・オフ特性は、これらの設計の多くが動作中に連続的ではない（すなわち厳密に言えばCVTではない）ことを意味するが、実際上は動作に多くの類似点が存在し、ラチェット式CVTはどんな入力速度からもゼロの出力速度を生み出すことができる。平均リンク速度が一定の時でも最大リンク速度の総和が調整されるように、振動子内のリンク形状を変化させることで駆動比が調整される。
ラチェット式CVTは、そららの静的摩擦がトルクスループットに比例して実際に増大するため、かなりのトルクを伝達することができ、適切に設計された装置ではスベりは起こり得ない。動的摩擦のほとんどが非常にわずかな過渡的なクラッチ速度変化によって起こるため、効率は一般的に高い。ラチェット式CVTの短所は振動である。
ラチェット式CVTの設計原理は1930年代以前に遡る。最初の設計は回転運動を振動運動へと変換し、ローラークラッチを使って回転運動へ戻すことを意図していた。この設計は低速電気モーターと共に使用するために2017年現在も生産されている。

#### トルクコンバーター
トルクコンバーターは自動車において各種ATおよびCVTと組み合わせて使用されるが、トルクコンバーター自体も広義のCVTとしての性質を持つ。
鉄道車両においては、「液体式変速機」としてトルクコンバーターが利用される。旧型の気動車などでは多段変速機を持たず、広い速度範囲で変速するトルクコンバーターに依存し、中高速域を受け持つ直結（ロックアップ）段との2速構成とした場合がある。

#### 電気式
原動機で発電機を回し、推進用電力の充電池を持たず（この点がハイブリッド車と異なる）、電気を制御した上、推進用電動機を駆動する方式。原動機の種類により、ターボ・エレクトリック方式・ガス・エレクトリック方式・ディーゼル・エレクトリック方式などと呼び分けられる。大規模土木工事や露天掘り鉱山などで用いられる、ホウルトラックなどに実装される事がある。
鉄道車両においては、量産され安価で交換部品も豊富で信頼性も比較的高い、電車・電気機関車用重電装品や電動機を含む鉄道車両の台車が流用できる為、少量生産にとどまる前述の液体式変速機から近年は切り替わりつつある。

## 起源
古典的な無段変速機としては2枚の円盤を直角に組み合わせその円盤の摩擦力により駆動を伝えるフリクションドライブが存在し、20世紀初頭から定置工作機械や小型の自動車やガソリン機関車などに用いられた。構造は簡単で、逆転ギアを要さない利点があったが、反面で体積が大きく空転による動力損失が多いことから、大きな出力を伝達するには適さず、第二次世界大戦以前に廃れた。
1879年、ミルトン・リーヴズが製材で使用するためのCVT（当時は「variable-speed transmission」と呼ばれた）を発明した。1896年、リーヴズはこのトランスミッションを自動車に取り付け始め、その他いくつかの自動車製造会社によってリーヴズ式CVTが使われた。
1911年式ゼニス・グラデュア6HPはプーリー式の「Gradua」CVTを使用した。1年後、ラッジ-ウィットワース・マルチギアは似ているがさらに改良したCVTを発表した。CVTを使用したその他の初期の自動車には、スペインで1913–1923年に製造されたダビド製小型3輪自動車、イギリスで製造された1923年式クライノー、イギリスで製造された1926年式コンスタンティネスコ・サルーンがあった。

## 用途

### 自動車

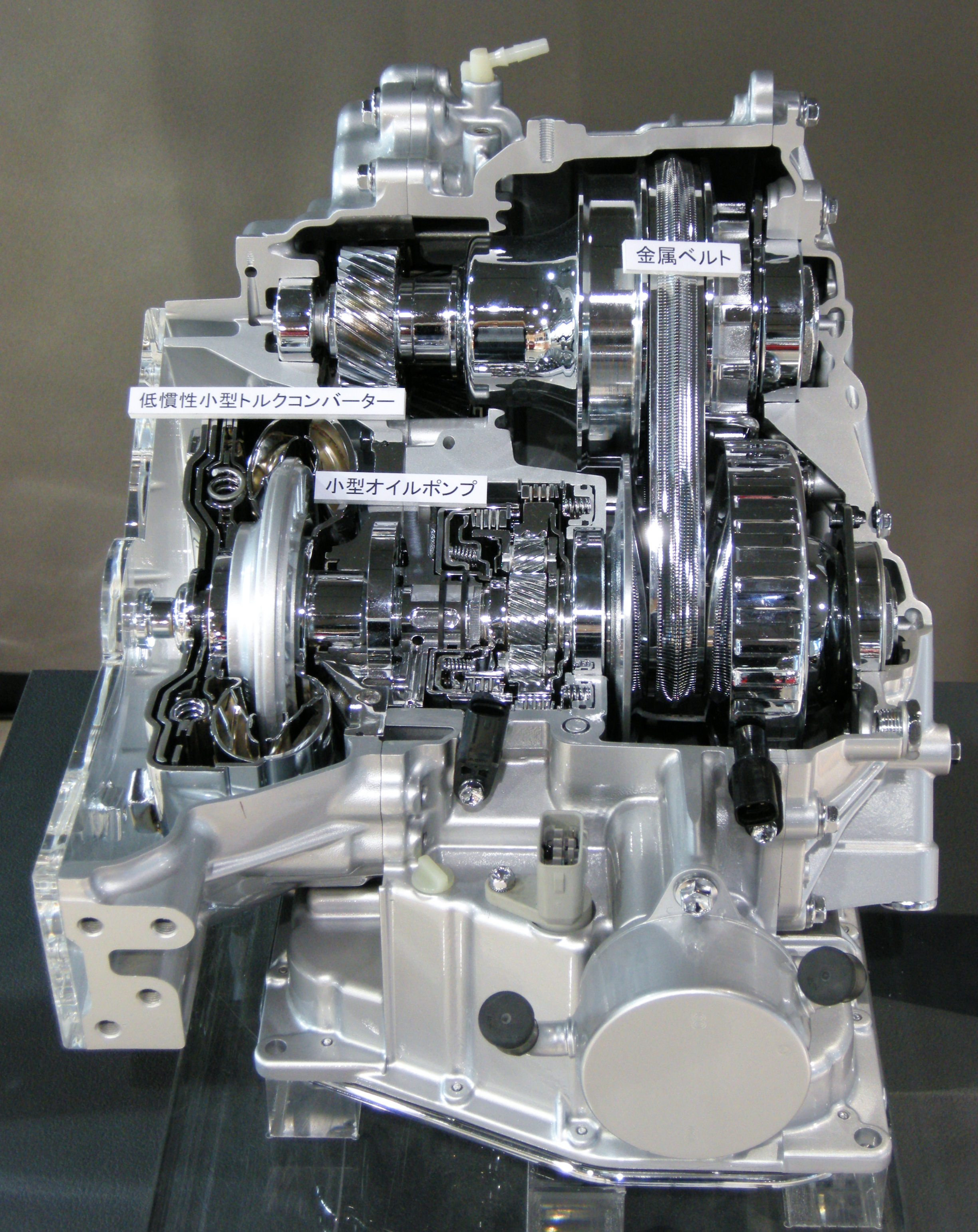
トヨタ・K型CVT

CVTが使われた初の量産車は1958年のDAF・600（オランダ）であった。そのヴァリオマチックトランスミッションはDAFとボルボによって1980年代までに製造されたいくつかの車種で使われた。
1987年2月、初の電子制御金属ベルト式CVT（ECVT）がスバル・ジャスティ（富士重工業）にオプションとして導入された。ファン・ドールネの金属ベルト生産能力に限りがあったため、月産500台に生産は限定されていた。ベルトの供給数が月3000本に増えたため、同年6月、富士重工業はECVTを軽自動車のスバル・レックスへと拡大した。富士重工業はECVTを他メーカーにも供給した（日産・マーチ〔N-CVT〕、スズキ・カルタス、後にはフィアット・ウーノおよびパンダなど）。また同じく1987年には、第2世代フォード・フィエスタおよび初代フィアット・ウーノに金属ベルト式CVT（それぞれCTXおよびUnomaticと呼ばれた）が導入された。
1996年、第6世代ホンダ・シビックは金属ベルト式のホンダマルチマチック（HMM）CVTを導入した。HMMはクリープを防ぐためにトルクコンバータではなく湿式多板クラッチを採用した。
その後、CVTの採用は拡がっていき、第5世代日産・キューブ（1998年）、ローバー・25（1999年）、アウディ・A6（1999年）などが採用した。
CVTのサプライヤーとしてはジヤトコとアイシンの2社が市場を独占している。一方、ホンダ、SUBARU、ダイハツ、トヨタはCVTを内製しており、かつてはフォード、ダイムラー、アウディも内製を行っていた。
CVTの商標には、「リニアトロニック」（富士重工業/SUBARU）、「エクストロニック」（ジヤトコ、日産、ルノー）、INVECS-III（三菱）、「マルチトロニック」（フォルクスワーゲン、アウディ）、「オートトロニック」（メルセデス・ベンツ）、「IVT」（ヒュンダイ、キア）、「CTX」（フォード）、「Unomatic」（フィアット）、「バリオマチック」（DAF）、「Transmatic」（ボルボ）などがある。

### レーシングカー
アメリカ合衆国では、フォーミュラ500オープンホイールレーシングカーは1970年代初頭以降CVTを使っている。F1では1994年に、研究開発経費の高騰に関する懸念と車両へのドライバーのある一定水準の関与を維持するため、（その他いくつかの電子システムと走行補助と共に）CVTが禁止された。
WRC（世界ラリー選手権）では2000年末にCVTの採用が正式に認可されたが、実際に採用したマニュファクチャラーは現れなかった。

### 小型車両
多くの小型車両（スノーモービル、ゴルフカート、スクーター、サイド・バイ・サイド・ビークルなど）は大抵プーリー式CVTを使用する。これらの車両のCVTはゴムベルト式が多い。

### 農機具および土木機械
コンバインハーベスターは早ければ1950年代には可変ベルト駆動を使用した。多くの小型トラクターおよび自走型芝刈り機は単純なゴムベルト式CVTを使用する。より大型の器具では静油圧式CVTがより一般的である。芝刈りや収穫作業では、CVTによってエンジン速度とは独立に器具の前進速度を調整することができる。
静油圧式CVTは小型から中程度の大きさの農機具や土木機械で使われている。

### 発電システム
CVTは1950年代から航空機の発電システムで使用されている。
フライホイール付きのCVTは機関（例えば風力原動機）と発電機との間の調速機として使われる。機関が十分なパワーを生み出している時、発電機は機関速度を調整する機能を果たすCVTと直接連結される。出力が低すぎる時は、発電機は切り離され、エネルギーはフライホイールに蓄えられる。フライホイールの回転速度が十分であれば、発電機の要求する速度で運動エネルギーが電力へと間欠的に変換される。

### その他の用途
ボール盤やフライス盤の中には、チャックの速さを制御するために単純なベルト駆動CVTを含むものがある（JET製J-A5816やJ-A5818など）。このシステムでは、出力シャフトプーリーの有効直径だけが連続的に変化する。モーターに接続された入力側プーリーの直径は通常固定されている。操作者は出力側プーリーの溝幅を制御する手回しハンドルを使うことによってドリルの速さを調整する。
ウインチやホイストでもCVTが使われている。
CVTギア装置付きの自転車は商業的にはあまり成功していない。CVT付き自転車には利点はあるが、重量が著しく増加してしまう。競合する在来外装チェーン式有段変速機は、副変速機と合わせ容易に10段以上の変速化が可能であり、安価軽量高効率で広変速比域に対応する（ただし変速中のパワーロスは大きい）。

## 自動車（乗用車級）用CVTの詳細
変速の原理は摩擦伝達で減速比を連続可変することであり、高効率のカギは潤滑を維持し摩擦係数を上げながら摩擦損失と摩耗を減らすことである。潤滑油でぬれた金属間の摩擦係数は0.1程度と低く、自動車への応用には潤滑油、添加剤、金属材料、表面加工、制御システム、生産管理等、多方面での技術開発が必要とされた。定常時の伝達効率向上には、伝達要素間の摩擦係数を高くする必要がある一方、変速時には要素同士を滑らす必要がある。両者は相反する要求であり、潤滑油には特に高い技術が求められた。
古くは、摩擦によって大きな力を伝達することが難しいために、受容トルクの小さい原付自転車や小型自動二輪車（特にスクーター）に普及した。自動車用でも受容トルクの制限のため小型車から採用され、金属ベルトとプーリ間の摩擦係数を大きくする改良により1990年代後半以降は排気量2,000 cc超の中型車に採用されるようになり、2010年（平成22年）以降は3,500 ccまたは300 ps級の4WD車にも使われている。日本メーカー車が大半で、日本国内向けと北米向け中心に販売されている。欧州向けはAMTが設定される場合が多く、新興国向けは耐久性と整備性に優れるMTが中心である。そのため、輸入車ではごく一部の車種でしか採用例がない。日本の国土交通省が2013年（平成25年）3月以降カタログ燃費として義務づけているJC08モード燃費値では、CVT搭載車の燃費は、ステップATや変速タイミングや選定ギアが指定され著しく不利となったMT等の他方式に比べて良い車種が多い。
21世紀初頭に自動車（乗用車級）用として実用化されているCVTはベルト式CVT、チェーン式CVT、トロイダルCVTおよび電力・機械併用式無段階変速機の4種類に大別できる。ベルト式CVTは比較的低トルクのエンジンで軽量車に、チェーン式CVTとトロイダルCVTは高トルクのエンジンまたはハイブリッドの重量車に用いられたが、その後トロイダルCVTは普及する事なく絶滅し、電力・機械併用式無段階変速機は開発元のトヨタが広く実装し他社も幾つか採用している。
変速機そのもので逆回転できないため、後進を行うときは遊星歯車等を組み合わせて逆転する。そのため前進と同等の速度で後進できるが、危険防止のためリミッターで制限される。電力・機械併用式無段階変速機では、電動モーターを逆回転させることにより後進する。
CVTは自動車用自動変速機（あるいは手動有段変速機）として実装されるのが普通で、一部の土木工事農業車両用静油圧式無段変速機を除いて、手動無段変速操作される事はない。

### 長所
- 変速比の連続可変により変速ショックがなく、スムーズに加減速できる（副変速機付きを除く）。
- 変動する負荷に対して熱効率の高いエンジン回転域を保ったまま運転できる。変速段数の少ないATと比べ、部分負荷（パーシャルスロットル）時にエンジンの回転数を大幅に下げることが可能であり、減速時のブリッピングも不要となるため燃費が向上する[49][50]。
- 減速中の燃料カット・オルタネーターの充電制御範囲が拡大できるので燃費が向上する。簡易なマイルドハイブリッドシステム[51]として応用されている。
- 部品点数が少なく小型化に有利である。
- 変速プロフィールを自由に設定できるので、運転状況によって燃費を優先したり、あえて有段変速を模擬することでスポーティーな演出も可能となる。
- バリエーター機構の伝達効率が高く、金属ベルト式で最大95 %[52]、トロイダル式で最大97 %が報告されている[53]。

### 短所
- 同程度の車種に使われるステップATと比べてコストが高い[54]。プーリーの鍛造、熱処理、加工、表面処理にコストを要する。ただし、量産化によりコスト差は少なくなりつつある。
- 変速システム全体の伝達効率が低い。軽自動車では時速40 km/h時に76 %、100 km/h時に81 %にとどまっている[55]。2021年、チェーン式のフリクションを低減し最高効率90%を達成[56]したが、依然として、クラッチ締結（ロックアップ）状態のステップATや、(A)MTなどの歯車式変速機よりも効率が低い。
- 変速動作中の効率が低く、変速比を連続可変する過程では伝達効率が60 %程度まで落ちる[57]。これはエンジン回転数を保持して加減速するような過渡状況に相当する。
- 多段式のステップATと比較して変速比幅が狭く、最大で変速比幅8.2である[56]。これは9速ステップAT[58]の9.81と比較して狭く、法定最高速度・実走行速度が高い国の高速度域ではエンジン回転数を上げて対応することになり燃費が悪化する。両方のプーリーを大径化すれば変速比は大きくとれるが、小型・軽量というメリットは失われる。そこで後進用の遊星歯車に副変速機能を付加して変速比幅を8.7に拡大した機種もある[59]。副変速機は2速のステップATであり、システム全体では無段変速機ではなくなる。
- プーリーを押しつけるために必要な高い油圧を賄うオイルポンプの駆動損失が大きい。特に高回転（高速走行）時に顕著[60]。
- 金属ベルトから特有の機械騒音が発生するため、遮音対策に加えてベルトの「コマ」のサイズに微妙な変化をつけ、一定周波数での連続音を発しにくくする対策が必要となる。
- トルク許容量が低いため、変速機の負荷が大きい貨物車には採用例が少ない（逆に超特大貨物車のホウルトラック規模になると電気式無段変速機が普通になる）。
- 金属ベルト式はプーリ径が大きく、変速機が床下配置（前席足元）となる縦置きエンジン車では車室を圧迫し、採用しにくい。このためトロイダル式やチェーン式が使用されている。
- 有段変速機（MTやステップATといった他のトランスミッション）と加速時の感覚が大きく異なる。
  - 大トルクの突入や負荷の急変からベルトを守るための制御が必要で、他の変速機のようなリニア、かつ、ダイレクトな運転感覚は得られない。
  - アクセルペダルを踏み込んでから加速が始まるまでの遅れが大きい[61]。エンジン回転数が先行して上がり、車速の上昇が遅れるこの現象はラバーバンド（ゴム紐）フィール、モーターボート・エフェクト、CVTラグなどと呼ばれる。
  - CVTはエンジン回転数を変化させることなく加減速することが可能であるが、運転者が車速の変化を感覚的に認識できないことに違和感を感じ、ラバーバンドフィールと称される。対策として有段変速を模擬するモードを備えた車種がある。
  - スロットルの僅かな開度変化でプーリー径が変化することがあり、不快な前後衝動（不連続の加減速感 = スナッチ）が起こる。同様に、ドライバーが意識しないような負荷の変化でも変速比が変化し、一定速での運転が難しい。

### 日産・エクストロニックCVT
エクストロニックCVT（XTRONIC CVT）とは、日産自動車の中容量スチールベルト式CVTの商標である。プーリー比を変える油圧を車速や負荷に応じ微細に電子制御するもので、単純な油圧制御に比べCVTの欠点であるドライバビリティー（運転性）の悪さを払拭した。
このCVTにはトルクコンバーター式クラッチが組み込まれており坂道発進や車庫入れなどの微速走行が容易になっている。日産はこのシステムでトルクコンバータ式クラッチのCVTの普及に業界での先鞭をつけ、少排気量のモデルから比較的大排気量のモデルにもCVTを採用する実績を挙げている。「ABSの作動」を伴い「3速以上のギヤ比」で停止した場合3速に固定されるが、発進して時速20 km位まで加速すると解除される。
エクストロニックCVTの商標に変わる前までは、ハイパーCVTの商標で呼ばれていた。なお日産には後述するエクストロイドCVTもあり、名称が似ているため混同されやすい。
なお、デイズシリーズでは三菱自動車工業の「INVECS-III CVT」を「副変速機付エクストロニックCVT」と呼ぶ（eKシリーズとの共同開発だが製造自体は三菱のため）。

### 副変速機付CVT

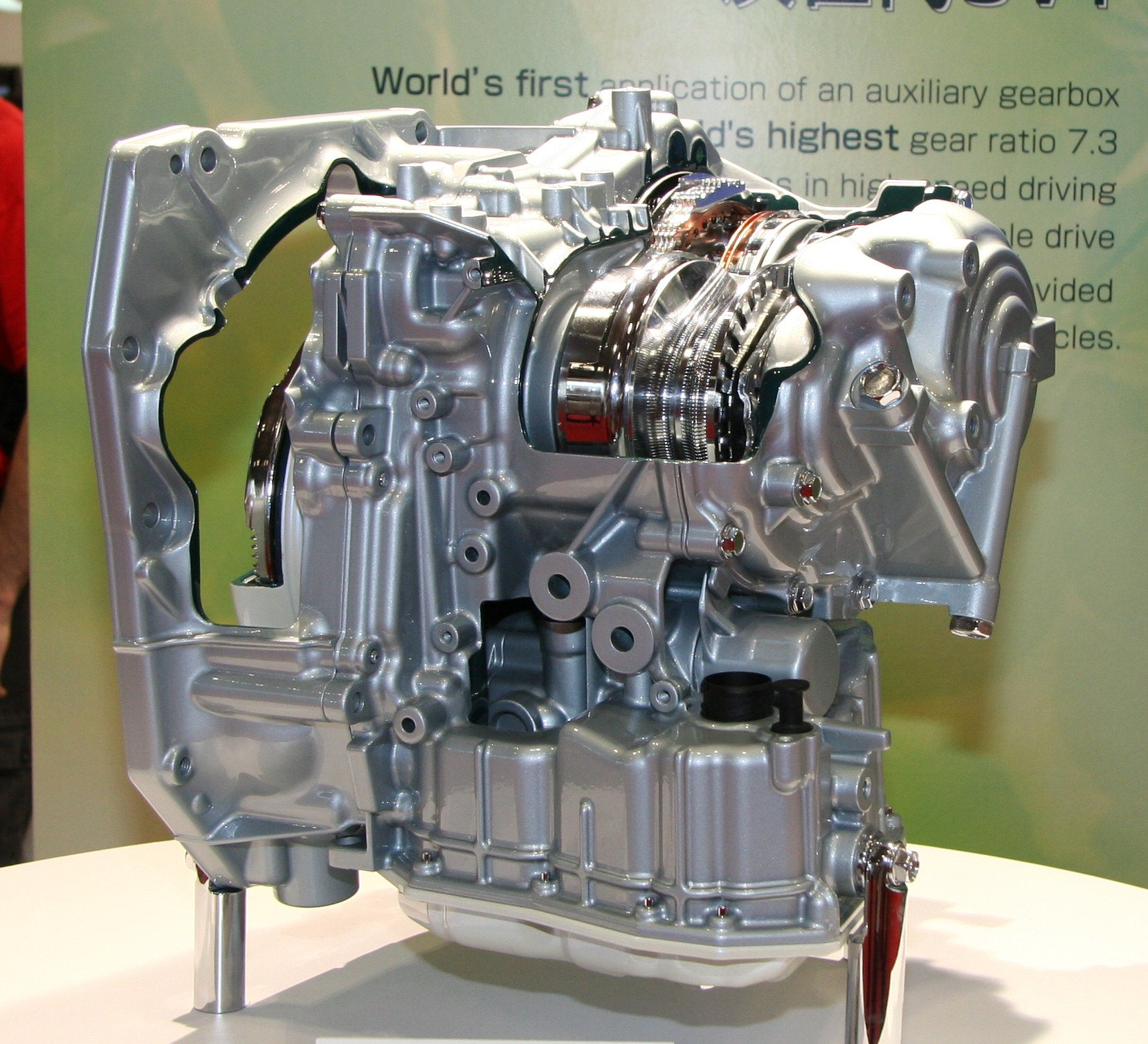
副変速機付CVT
ジヤトコ JF015E型

副変速機付CVTとは、日産とジヤトコが共同開発したCVTである。この副変速機付CVTはセカンダリープーリー（出力側ドリブンプーリ）の後に遊星歯車式の副変速機を設置している。この遊星歯車は2速のステップAT（有段変速機）とも言えるもので、前進2段の変速機能と後退切替機能を共有している。したがって、全速度域で見ると無段変速ではなくなったが、燃費の改善を優先して採用された。
発進時にはCVTのプーリー比が最大、かつ、副変速機が前進Loで作動し、速度が上がってプーリー比が小さくなると、前進Hiに自動変速すると同時に再度プーリー比を大きくする。これにより従来のCVTに比べて変速比幅が拡大され、発進加速と高速走行時の燃費の向上が図られている。しかし、この切り替え時に副変速機とCVTでまったく逆の動作（増速と減速）が行われるため、その時の速度、スロットル開度、負荷によっては双方の切り替えタイミングにずれが生じ、不自然な加速感となることがある。
また、前進Hi状態から前進Lo領域まで減速した場合や、中速域での高負荷走行時には自動的に前進Loへシフトダウンを行うため、CVTでありながらキックダウンが発生する。
小型CVTユニットはプーリー径の制約から、変速比幅が6.0までと狭いため、その改善を目的に開発された。副変速機付CVTは7速ATをしのぐ変速比幅7.3を実現している。このときのバリエータの変速比幅は4であるため、理論上は変速比幅を11程度まで拡大することも可能であるが、そこまで広い可変性はかえって過大となる。このため副変速機装備で生じた構造面のマージンは、変速ユニット自体の小型化へ振り向けている。
変速比幅拡大目的で単純に歯車を追加すると、伝達段数が増え、伝達効率を悪化させる。そこで、Jatco CVT7は元々装備されていた後退用遊星歯車機構に2段変速機を統合し、伝達段数を変えずに合理的な機能追加を実現した。クラッチの数だけを増やし、遊星歯車の数は増えていない（遊星歯車機構の位置は入力側から出力側へ変更されている）。CVTとステップATの複合化によってコストが増えるが、副変速機追加によりCVTの変速比を4.1と通常より小さくしているため、トータルコストは従来通りとメーカーは主張している。
小容量なので軽自動車から1.5 Lクラスまでをカバーする。まず（スズキ・パレット/パレットSW）用として採用され、2017年2月現在は下記の車種に採用されている（絶版車除く）。
日産（副変速機付エクストロニックCVT）
シルフィ、ジューク、ノート（ガソリン車）、マーチ、デイズ、デイズルークス、ルークス（2代目）
スズキ（副変速機構付CVT）
バレーノ（1.2 L車）、イグニス、ソリオ/ソリオ バンディット、スイフト（1.2 L車）、スペーシア/スペーシア カスタム、ハスラー、ワゴンR/ワゴンRスティングレー、アルトラパン、アルト（セダン）
マツダ（副変速機構付CVT すべてスズキ車のOEM製品）
フレアワゴン/フレアワゴン カスタムスタイル、フレア/フレア カスタムスタイル、キャロル
三菱（INVECS-III CVT）
デリカD:2、ミラージュ、eKスペース/eKスペース カスタム/eKクロススペース、eKワゴン/eKカスタム/eKクロス

### 発進ギア付き
トヨタ自動車とアイシンAW（現:アイシン）が共同開発した無段変速機。「ダイレクトシフトCVT（Direct Shift-CVT）」を名乗る。
ベルト駆動は構造上ロー側（1速相当）使用時のパワーロスが大きいが、新たにその領域のみで働くハスバ歯車式のギア駆動の機構を追加することで、加速時のもたつき感を大幅に改善。なおギヤとベルトの切り替えにはAT技術で培った高応答の変速制御技術を採用して変速ショックを大幅に軽減している。
また発進時や低速高負荷時の大きな入力をギヤが受け持つことによりベルトの狭角化を可能とし、加えてプーリーも小径化して小型軽量化に成功。慣性重量の削減効果などで変速速度を20％向上させ、CVT本体側でも従来のネガティブな感触を軽減させている。これらにより2リッタークラスではトップクラスの水準となる変速比幅7.5を実現した。
2018年発売のレクサス・UXへの投入が初出であり、それ以後は同社のダイナミックフォースエンジンを搭載した一部の車種に投入されている。

### デュアルモード
ダイハツ工業が単独開発した動力分割機構を備えるCVTで、「D-CVT」と称される。上述のDirect Shift-CVTとは名称が似ている上、トヨタとダイハツが完全親（子）会社の関係ということもあり混同されるが、実際にはDirect Shift-CVTが低速域、D-CVTは高速域の工夫である点で全く異なる。
発進から中速域までは通常の金属ベルト式CVTだが、高速域に入るとクラッチに接続して動力分割機構にパワーが伝わる「スプリットモード」へと移行。クラッチ接続直後の動力は金属ベルト6、動力分割機構4の比率で、最も変速比が小さい状態（エンジン回転 : 低、速度 : 高）では金属ベルト1、動力分割機構9となる。これにより、高速になるほど馬力損失が大きくなるという、従来のベルト式での問題を大幅に改善した。
この新機構の採用により、D-CVTの変速比幅は従来品の5.3から7.3へと拡大。最初の採用となった4代目タントの巡航燃費は従来モデルに対し、60 km/h時で12 %、100 km/h時では19 %の改善を実現した。

### 日産・エクストロイドCVT
日産がジヤトコ、NSK、出光興産と共に開発したハーフトロイダル式CVT。NSKがローラーと軸受けの開発に成功し、出光興産が高圧下でのせん断力と潤滑・冷却力を兼ね備えた「新機構潤滑油」を開発、ジヤトコがトランスミッションとして組み上げた。日産はこのトロイダルCVTをエクストロイドCVTと名付け、高出力エンジン向けとして1999年（平成11年）に206kw(280PS)/387N・m(39.5kgm)のVQ30DETを搭載したY34型セドリック、グロリアに採用し販売、世界初のトロイダルCVT搭載市販車となった。2002年（平成14年）には8段変速マニュアルモードを加えてV35型スカイラインに搭載し、「スカイライン350GT-8」として販売している。しかし、渡邉衡三によれば、R34型スカイラインGT-Rに積む計画もあったが、当時の商品本部長が、会議でGTRはチューニングされ、出力特性などが大幅に変化され、どういう馬力で走っているかわからないことを懸念したことから、セド・グロに積ませたと証言している。しかしエクストロイドCVT搭載車は同じ車種の通常型AT搭載車より価格が約50万円高い上に故障も多く、修理費も100万円を超える高額となることから、2005年（平成17年）に全ての生産が終了した。生産終了後、日産はエクストロイドCVTの技術をメルセデス・ベンツに提供している。なお発進・クリープ用としてロックアップ付トルクコンバータを介している点などは一般的なベルト式CVTと変わらない。

### スタートクラッチ式
クラッチを内蔵した無段変速機であり、発進時に自動で動力の伝達が行われる。富士重工業のECVTは電磁粉体クラッチをドライブ側に、スズキのSCVTやホンダの初期ホンダマルチマチックは湿式クラッチをドリブン側に配置した。ホンダはミッションオイルに専用の「ホンダマルチマチックフルード（HMMF）」を使用するとしており、アフターマーケットで販売される汎用のCVTフルードは使用できない場合がある。
しかし、この方式は変速機にかかる負荷が大きく、使用環境にもよるが新車から数万kmでジャダー現象が多発するなどした。
特にホンダのホンダマルチマチックはミッションオイルやクラッチの劣化によりジャダー現象が多発したことを受けて、フィット（アリア）・モビリオ（スパイク）・エアウェイブの5車種に限り2010年3月に2年間または6万Kmのミッション保証期間延長（発進時のジャダーがみられる場合ミッションオイルまたはクラッチ一式の無償交換）をするという対応を行った。その後ホンダマルチマチックは湿式多板クラッチを使用する方式を改め入力側にトルクコンバータを配置する一般的な構成に変更されている。
スバルにおいても、荷物の積載で高負荷がかかるサンバーは搭載から5年ほどでマイナーチェンジ時に3速ATへと置き換えられた他、ヴィヴィオからプレオに入れ替わる際にECVTからトルクコンバータ付きの「i-CVT」に置き換わり、以降軽自動車の自社製造を終了するまでi-CVTが用いられた。
スズキにおいてはスズキ・パレットなどでジャダー現象が多数報告されている。

### 金属チェーン式
自動車用としてはSUBARUが「リニアトロニック（Lineartronic）」と呼ぶ、シェフラー・グループのLuK製チェーンを使ったCVTを5代目レガシィ、エクシーガの一部グレード、4代目インプレッサ、4代目フォレスター、レヴォーグ、WRX S4などに搭載していった。過去にアウディ・A4のFF車に採用されていたチェーン式CVT「マルチトロニック（multitronic）」も同じくLuk製チェーンを使用している。なお、いずれも許容最大トルクは400 N·mとなっている。
日産の中型・大型車に搭載されるジヤトコ・CVT-8（JF017E）（変速比幅7.0、トルク容量380 N·m）とジヤトコ・CVT-X（JF022E）（変速比幅8.2、トルク容量330 N·m）も金属チェーン式である。
このほか、過去に大手自動変速機メーカーのボルグ・ワーナーがサイレント・チェーン式CVTを開発した。しかしスズキ・カルタス・コンバーチブルにSCVTという名称で搭載されたのみで、こちらは一般化せずに終わっている（クラッチ機構には、湿式多板クラッチを採用している）。

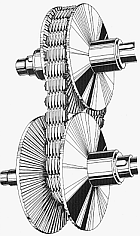
チェーン式CVT
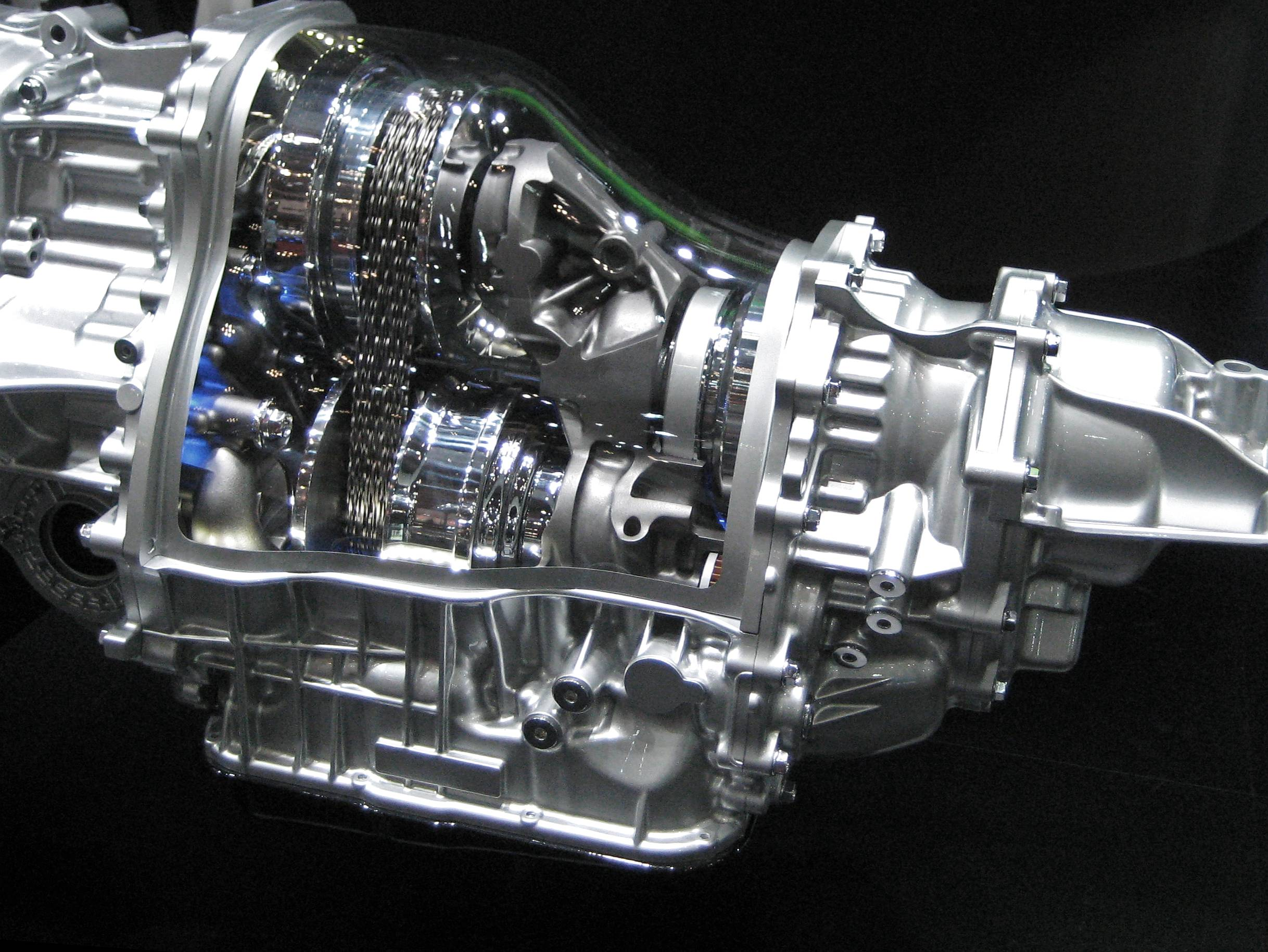
スバル・リニアトロニック

### スポーツ走行における可能性
スポーツ志向の自動車には電子制御プログラムにより擬似的に変速比を数段に固定することでマニュアルトランスミッションのように手動変速を可能とした例もあり、エンジンブレーキなどに活用できる。一部の車種では、急な下り坂などでアクセルを戻しても速度が上昇する際、ある速度（日本では法定速度となる時速60 kmなど）を境に減速比を調節し、自動的にエンジンブレーキを強めて速度を維持する制御が為される。
DAFのCVT（ヴァリオマチック）車は後退時でも前進時と同じ速度で走れることから、オランダでは「リバース・ギア・レーシング」という、バックギアで行うレースが開催された。デモリション・ダービーよろしくクラッシュを連発するこのレースのおかげで次々に街中からDAFの小型車は姿を消し、現在の残存個体がほぼ残っていない原因となってしまったとされる。
またDAFは1965〜1968年にF3マシンでCVTの可能性を探っていた。ヴァリオマチックは駆動損失が大きいというデメリットがあったが、2度勝利を挙げている。
1990年代初期、F1マシンにCVTを搭載することが一部のチームで検討され、ウィリアムズ・FW15Cなど実際に試験走行も行われた。使われたのは市販車用として開発中だった機構であるが、耐久性に関してはF1用としても予選、本戦併せて数時間ならば大丈夫であると予想されていた。実際にはCVTの耐久性よりも、常にエンジンをピークパワー付近の回転域で使用するために、そちらの耐久性の方が心配されたという。結局はF1レギュレーションで規制されたため、実戦には投入されなかった。
TOYOTA GAZOO Racingは全日本ラリー選手権にCVTのヴィッツでワークス参戦やプライベーターへの供給をし、競技を通したスポーツCVTの研究を行っている。また同選手権は2019年にJN6（旧JN1）クラスをAT・CVT車のためのクラスと定めたため、多くのCVT車が参戦するようになった。

### 併用する発進装置の変遷
初期のベルト式CVT車両には、発進・停止時の動力断続に遠心式や電磁式の自動クラッチが使われていた。これによりトルクコンバータ式におけるクリープ現象のデメリットを排除できるという特徴が生じた。しかし流体継手やトルクコンバータを使用しない代償としてクリープ現象のメリットも失われ、これらの自動クラッチにはマニュアルトランスミッション車の運転技術である「半クラッチ」に相当する機能・機構を必要とした。
クリープ現象を伴わないタイプのクラッチを持つCVT車は、ことに発進時、繊細なアクセル操作を行なわなければ、ぎくしゃくして円滑さに欠ける車両挙動を示した。富士重工業ではより滑らかな作動を求め、オランダのVan Doorne's Transmissie社との共同開発で密閉容器内の鉄粉の流動性を磁力でコントロールする電子制御式電磁クラッチを使うECVTを開発したが、それでもこの問題の解決には至らなかった。富士重工の初期のECVT車では、特に商用モデルでの過負荷状態で電磁クラッチを破損させる事態が頻出し、クレーム扱いの保証修理を多発させてもいる。本田技研工業は変速機の出力側に湿式多板クラッチを配置し、これを電子制御することで疑似クリープ現象を得るというシステムを開発したが、同社の独自技術で広く普及するまでには至らず、更にはクラッチジャダーが多発し一部搭載車種の保証延長する事態となっていた。
自動クラッチ式は普及せず、1990年代後半以降は発進・停止時の動力断続をロックアップ付のトルクコンバータに委ねる手法が主流になった。トルクコンバータを採用することでクリープ現象を得ることができ、おなじくトルクコンバータを採用する他のオートマチックトランスミッション車に運転感覚が近づいた。クリープ現象を得ることに着目すれば流体継手でも事足りるが、トルクコンバーターにはスリップ時のトルク増幅作用があり、スターティングデバイスとしてのメリットが大きい。トルク増幅作用を前提とすることで、発進に必要な駆動力を発生するためのトランスミッションの最大変速比を小さくすることができる。ギアレシオをハイレシオ化することで、巡航時のエンジン回転数を低くすることができ、低燃費化に有効である。ただし小型自動二輪車では、遠心式自動クラッチが今日でも常用されているが、下り坂で遠心クラッチが切れた状態で走り出してもエンジンを空吹かししない限りエンジンブレーキが効かない特徴がある。

### 伝達効率と燃費
ベルト式CVTではプーリー回転数が高い高速走行時に、遠心力によりベルトとプーリーの密着力が低下する。これを防ぐために大きな油圧が必要となり、高速域で伝達効率が低下する問題がある。例として日産マイクラ（マーチ）K13型の場合、欧州複合モード燃費において、MT: 65.7MPG, CVT: 56.5MPGとなり、MTのほうが14%公称燃費が良い。日本のJC08モードと比較し、欧州複合モードは一定負荷の連続運転や高速度の比重が多く、燃費に影響しやすい。この問題の対策としては、2006年に入力側で減速するCVT、2009年には副変速機によって変速比幅7.3を実現する（日産とジヤトコ、次世代の無段変速機を共同開発）などの改良があり、2018年には発進時に直結ギヤを用いる方式（トヨタDirect Shift-CVT）、2019年には高速域においてCVTと直結ギヤを併用する方式で高速域の伝達効率を8%向上する（ダイハツD-CVT）など、多様な改良が行われている。技術的共通点としては、発進加速あるいは高速走行時の効率を両方改善するにはCVT単独では限界があり、直結ギヤの補助（Direct Shift-CVT）、あるいは動力分割機構（D-CVT）によってCVTの変速比幅やトルク容量を無理のない範囲に抑える点にあるといえる。一方で、補助的な機構を使用しないCVT本体の高効率化も続いており、金属ベルト式で最高80%台の伝達効率であったものが、2021年現在ではチェーン式で90%まで改善されている。

## 各社CVTの商標一覧
SUBARU
- ECVT
- i-CVT
- リニアトロニックCVT

ダイハツ工業
- D-CVT

トヨタ自動車
- Direct Shift-CVT
- ACTIVE CVTシステム
- Super CVT-i

本田技研工業
- Sマチック

日産自動車
- エクストロニックCVT

三菱自動車
- INVECS-III CVT